# Master of Orion III
Master of Orion III (MoOIII, MoO3) – strategiczna gra turowa stworzona przez Quicksilver Software i wydana przez Infogrames 25 lutego 2003.

## Rozgrywka

### Warunki zwycięstwa
Warunki zwycięstwa można zmodyfikować przed rozpoczęciem gry. Możliwymi warunkami zwycięstwa jest dominacja w galaktyce, objęcie przywództwa senatu galaktycznego lub odkryć pięciu Antaran X.
Najłatwiej zwyciężyć obejmując przywództwo senatu, ponieważ liczba głosów zależy od m.in. siły danej cywilizacji. Zwycięstwo polegające na odkryciu Antaran X wymaga drogiej floty ekspedycyjnej.
Zdecydowanie najtrudniejszym zwycięstwem jest dominacja gdyż wymaga całkowitego podporządkowania innych cywilizacji.

### Szpiegostwo
W Master of Orion III można oprócz kontrwywiadu wykorzystać szpiegów działań takich jak m.in.:
- Sabotaż dyplomacji
- Sabotaż sił wojskowych
- Sabotaż badań technologicznych
- Kradzież technologii
- Likwidacja wrogich liderów
- Spowolnienie produkcji przeciwnika
- Zachęcanie do buntu
- Wysadzanie budynków rządowych wroga